# A. J. Kardar
Akhtar J. Kardar (Aaejay Kardar, Urdu اے جے کاردار) (* 25. November 1926 in Lahore, Britisch-Indien; † 14. Februar 2002 in London) war ein pakistanischer Regisseur, Produzent und Drehbuchautor. Sein bekanntester Film Vor dem Morgengrauen war der pakistanische Beitrag für den besten fremdsprachigen Film bei der Oscarverleihung 1960.
Sein Bruder war der Filmemacher Abdul Rashid Kardar.

## Leben
Kardar arbeitete als Journalist und studierte Art and Cinematography an der London School of Arts & Goldsmith's College. Im Jahr 1959 begann er Filme zu machen. Kardar führte Regie bei drei Langfilmen und 59 Dokumentationen. 

## Auszeichnungen
- The Moscow Gold Medal Award (1959)
- The Boston Film Festival Award (1961)
- The Golden Dolphin Award (1969)
- Nigar Award (1969)